# Queerowy pomiot
Queerowy pomiot (ang. Queer Spawn) – hiszpański film dokumentalny z 2005 r. w reżyserii Anny Boludy, poruszający temat rodzicielstwa związków jednopłciowych w Stanach Zjednoczonych.
Film przedstawia dwie pary – nowojorskich gejów wychowujących syna oraz lesbijek z Teksasu, które wychowują nastoletnią córkę. Widzowie obserwują wychowywanie dzieci w rodzinach opartych na związku jednopłciowym, mają okazję wysłuchać wypowiedzi dzieci. Jak się okaże, problemy wychowawcze zasadniczo nie różnią się w rodzinach opartych na związku hetero- i homoseksualnym.

## Nagrody i nominacje
Film został nagrodzony przez jury warszawskiego Festiwalu Filmowego „Pryzmat” 2007 jako najlepszy film dokumentalny.